# ジョン・パーキンソン (植物学者)
ジョン・パーキンソン（John Parkinson, 1567年 - 1650年）は、イギリスの偉大な薬剤師（ハーバリスト）であり、植物学者、博物学者、造園家である。
若年期をヨークシャーで過ごし、14歳の時に見習い薬剤師になるため、ロンドンに移住した。順調に出世の階段を上り、ジェームズ1世の薬剤師となり、チャールズ1世にも仕えて「王室主席植物学者」（Botanicus Regis Primarius）の称号を与えられた。
1617年から1622年まで薬剤師名誉協会（Worshipful Society of Apothecaries）の創立メンバーであり、1618年には、ロンドン薬局方（Pharmacopoeia Londinensisia）を出版する委員会に所属していた。
庭師・旅行家・収集家として有名なジョン・トラデスカント（John Tradescant the elder）、フランドルの植物学者マティアス・デ・ロベル（Matthias de Lobel）の親しい友人だった。
植物の正確な栽培法が書かれた美しい園芸書Paradisi in Sole Paradisus Terrestris（日のあたる楽園、地上の楽園、1629）、当時の英語の本草書としては、最も完全で美しいと言われるTheatrum Botanicum（テアトルム・ボタニクム、1640） という、2つの重要な著作で知られている。
またパーキンソンは、優れた造園家としても有名だった。プラントハンターを援助して海外の珍しい植物を収集し、現在のトラファルガー広場の近く、コヴェントガーデン（Covent Garden）のロングエーカー（Long Acre）に広大な個人庭園を作った。その庭園にはイギリスや大陸の植物学者（botanists）、薬剤師（herbalists）、植物栽培の達人（plantsmen）たちが集まり、親しく交流した。
イギリスの本草学の時代の最後の人物であり、彼以降本草書の重要性は薄れ、植物学が発展した。

## 著作

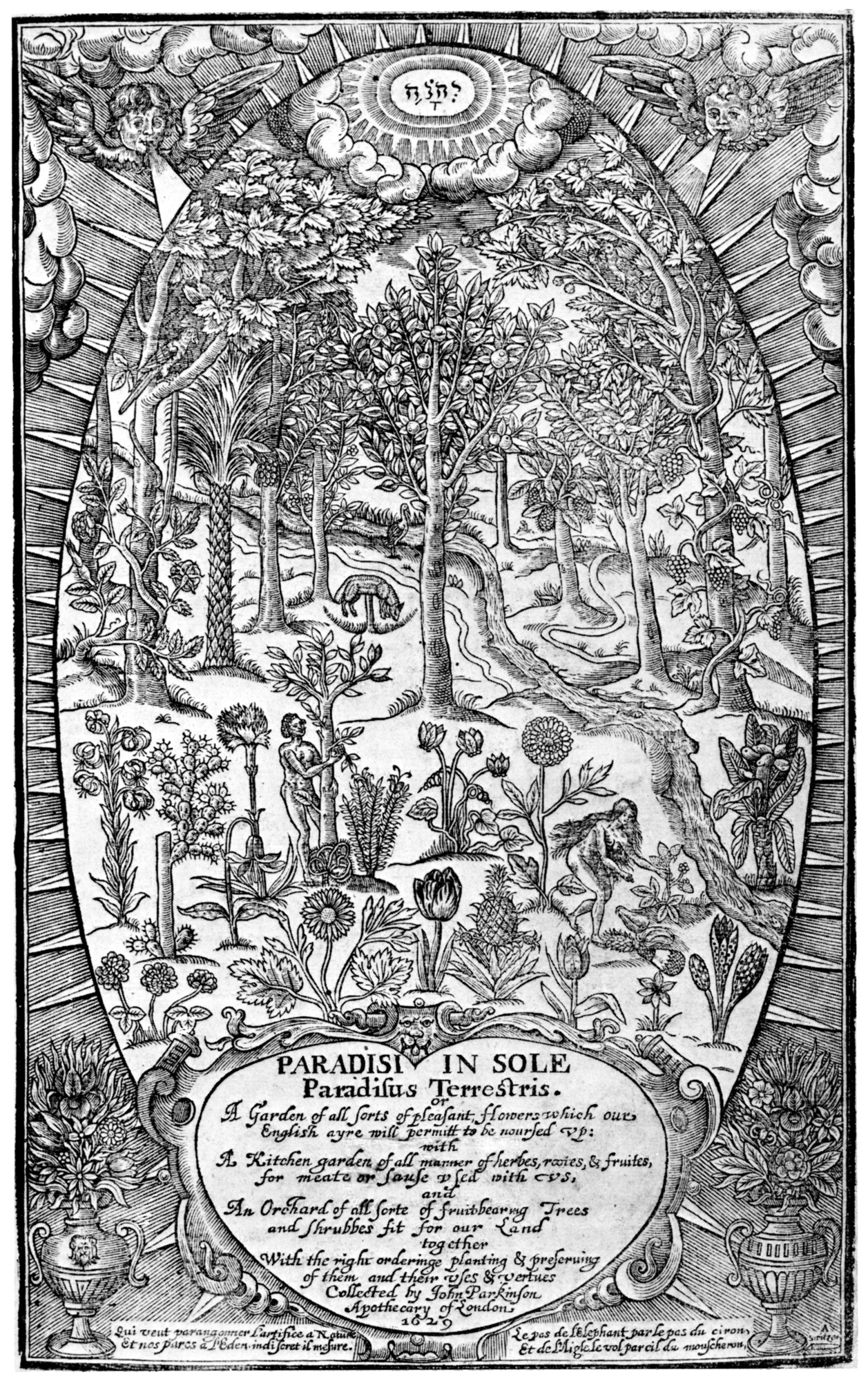
『日のあたる楽園、地上の楽園』 クリストファー・スウィッツァーによる扉絵。楽園に暮らすアダムとイブの姿が描かれ、彼らの後ろの川のそばに、羊の入った実がなる伝説の植物バロメッツが生えている。

- Paradisi in Sole Paradisus Terrestris: Or A Garden of All Sorts of Pleasant Flowers which our English Ayre will Permitt to be Noursed Vp. With a Kitchen Garden of All Manner of Herbes, Rootes, & Fruites, for Meate or Sause Vsed with Vs, and an Orchard of All Sorte of Fruitbearing Trees and Shrubbes Fit for Our Land. Together with the Right Orderinge, Planting & Preserving of Them and Their Uses and Vertues Collected by Iohn Parkinson Apothecary of London.（日のあたる楽園、地上の楽園。太陽の園の地上の園[8]）

1629年出版。第一部「 花園」（the flower garden）、第二部「菜園」（the kitchen garden）、第三部「果樹園」（the orchard garden）という構成の園芸書。庭園設計や土づくり、種まき、育て方などの具体的なガーデニングノウハウと、約800の植物図版が掲載されている。美しい植物が多く取り上げられ、中世の菜園の実用主義や医術・治療だけを目的としたそれまでの園芸書とは、大きく異なる内容となっている。
図版のいくつかは、ドイツ人画家クリストファー・スウィッツァー（Christopher Switzer）によるオリジナルの木版画で、他の図版は、マティアス・デ・ロベル（Mathias de l’Obel）、カロルス・クルシウス（Carolus Clusiu）、オランダの彫版職人クリスピン・ファン・ドゥ・パス（Crispijn van de Passe）の『花の園』（Hortus Floridus）の図版をコピーしたものである。
チャールズ1世の王妃ヘンリエッタ・マリアに捧げられた。薬用植物についての第四部を構想してたが、それはのちにTheatrum Botanicum として、独立した本となった。
- Theatrum Botanicum : The Theater of Plants. Or, An Herball of a Large Extent, Containing therein a More Ample and Exact History and Declaration of the Physicall Herbs and Plants that are in Other Authours, Encreased by the Accesse of Many Hundreds of New, Rare, and Strange Plants from All the Parts of the World, with Sundry Gummes, and Other Physicall Materials, than hath beene hitherto Published by Any before; and a Most Large Demonstration of their Natures and Vertues. Shevving vvithall the Many Errors, Differences, and Oversights of Sundry Authors that have Formerly Written of Them; and a Certaine Confidence, or most Probable Conjecture of the True and Genuine Herbes and Plants. Distributed into Sundry Classes or Tribes, for the More Easie Knowledge of the Many Herbes of One Nature and Property, with the Chiefe Notes of Dr. Lobel, Dr. Bonham, and Others Inserted therein. Collected by the Many Years Travaile, Industry, and Experience in this Subject, by Iohn Parkinson Apothecary of London, and the Kings Herbalist. And Published by the Kings Majestyes Especiall Priviledge. （テアトルム・ボタニクム、植物の劇場、または広範にわたる本草書[9]。植物学の世界）

1633年に出版されたジョン・ジェラードThe Herball or Generall Historie of Plantes （本草書または植物の話）トマース・ジョンソン（Thomas Johnson）改訂版の人気を受け、出版を遅らせて、1640年に出版された。医学的な色が強い。1,688ページに及ぶ大著で、多くの先行研究が取り入れられ、友人の植物学者マティアス・デ・ロベル（Matthias de Lobel）の未発表研究も含まれている。それまで顧みられることのなかったイギリスの身近な植物から海外のものまで、3,800種以上の植物が掲載された。トーマス・ジョンソンが改訂したThe Herball or Generall Historie of Plantes よりも幾分進歩しているが、用いられた体系はマティアス・デ・ロベルのものより劣っていた。
薬剤師のための信頼できるガイドとして書かれ、彼の死後100年以上その役目を果たした。パーキンソンは、この著書をチャールズ1世に捧げ、無報酬の名誉称号「王室主席植物学者」（Botanicus Regis Primarius）を与えられた。
北アメリカに移住したイギリス人たちは、ジョン・ジェラードの本草書や本書を携行し、薬用植物の栽培に大いに役立てた。

## 著書の画像

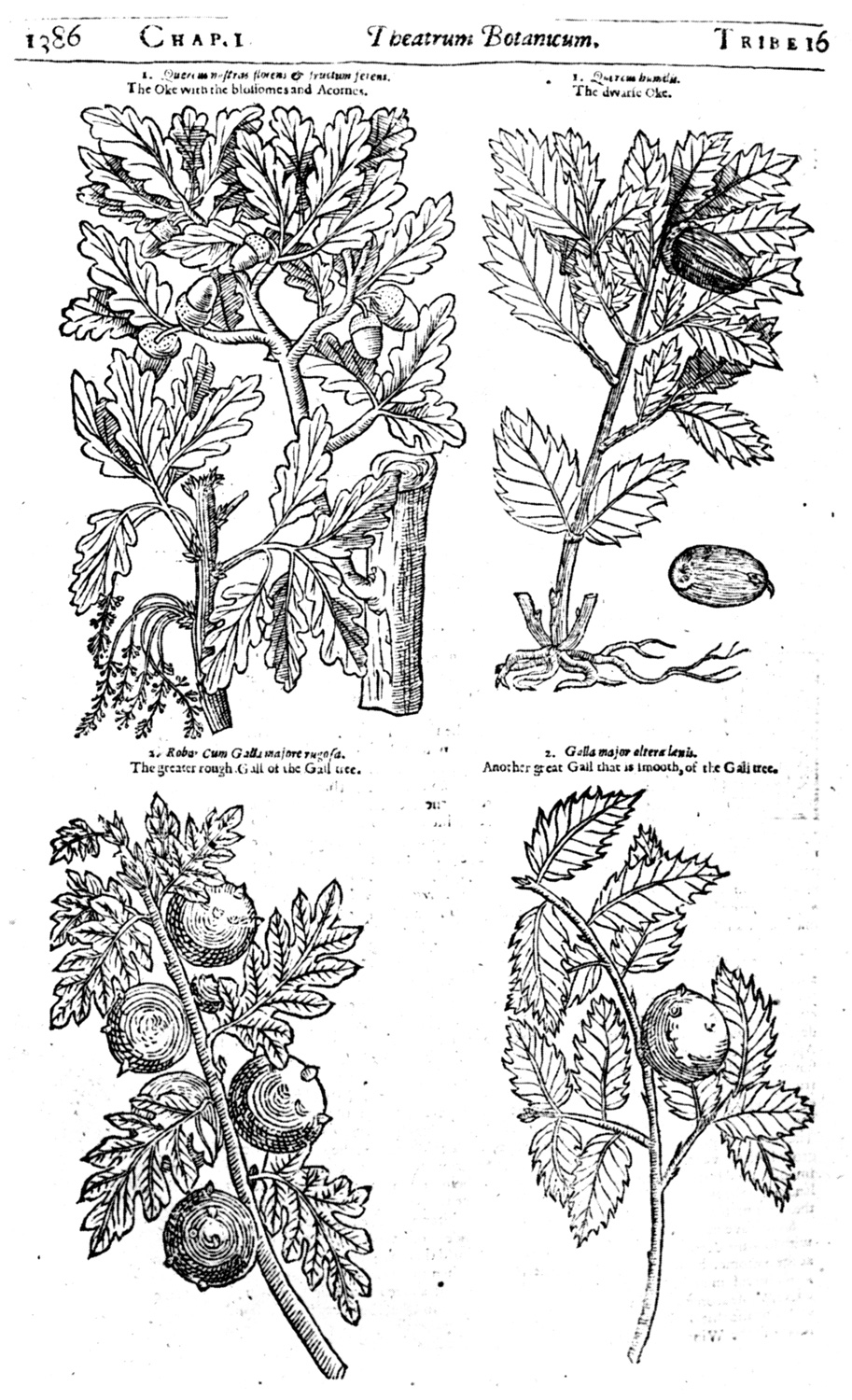
Theatrum Botanicum (1640)から
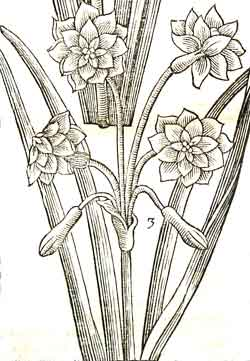
Paradisi in sole paradisus terrestrisから
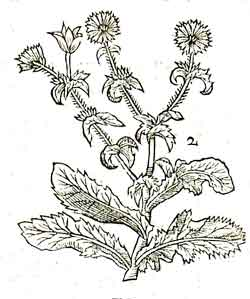
Paradisi in sole paradisus terrestrisから